# Boris Karloff
Boris Karloff, właśc. William Henry Pratt (ur. 23 listopada 1887 w Londynie, zm. 2 lutego 1969 w Midhurst) – angielski aktor, który wyemigrował do Kanady w 1910 roku. Znany z postaci stwora Frankensteina (Frankenstein, Narzeczona Frankensteina i Syn Frankensteina) oraz z ról w innych horrorach.

## Życiorys

### Młodość
Boris Karloff urodził się jako William Henry Pratt w londyńskiej dzielnicy Peckham Rye przy 36 Forest Hill Road. Obecnie w tym miejscu wisi niebieska tabliczka („blue plaque”) upamiętniająca miejsce urodzenia aktora. Jego dziadkowie był angielsko-indyjskiego pochodzenia.
Aktor dorastał w Enfield. Był najmłodszym z siedmiorga dzieci i po śmierci matki był wychowywany przez swoje rodzeństwo. Podjął naukę na wydziale konsularnym w londyńskim King’s College, jednak w 1909 roku rzucił szkołę i pracował w różnych fachach m.in. jako robotnik na farmie aż do rozpoczęcia kariery aktorskiej. Jego brat, sir John Henry Pratt, został brytyjskim dyplomatą. Karloff jako chłopiec miał pałąkowate nogi, jąkał się oraz seplenił. W dorosłym życiu pozbył się jąkania, natomiast seplenienie słychać w filmach z jego udziałem.

### Wczesna kariera
W 1909 roku William Pratt wyjechał do Kanady i tam przyjął swój pseudonim sceniczny „Boris Karloff”. Jedna z teorii genezy pseudonimu głosi, że pochodzi on od nazwiska szalonego uczonego („Boris Karlov”) z opowiadania Harolda MacGratha The Drums of Jeopardy. Jednak opowiadanie to zostało opublikowane dopiero w 1920 roku, czyli co najmniej 8 lat po tym jak aktor zaczął używać pseudonimu w niemych filmach. Inna z teorii wskazuje na wpływ postaci „Prince Boris of Karlova” z opowiadania science-fiction Edgara Rice’a Burroughsa, lecz ponieważ ukazało się ono w 1915 roku, wpływ może być odwrotny. Karloff utrzymywał, że imię „Boris” wybrał, ponieważ brzmiało ono obco i egzotycznie i że „Karloff” było nazwiskiem rodzinnym. Jednakże jego córka Sara Karloff zaprzeczyła znajomości przodków o takim nazwisku.
W 1911 roku Karloff dołączył do Jeanne Russell Co. i występował m.in. w Kamloops i Prince Albert. W 1912 podczas występów w Reginie był świadkiem huraganu Regina. Następnie podjął pracę jako bagażowy na stacji kolejowej oraz dołączył do trupy Harry St. Clair Co., która występowała przez rok w Minot.
Z powodu podejmowania ciężkich prac fizycznych podczas pobytu w Kanadzie i Stanach Zjednoczonych, cierpiał na kłopoty z plecami przez resztę swojego życia. Z powodu problemów zdrowotnych nie walczył w I wojnie światowej.

### Hollywood

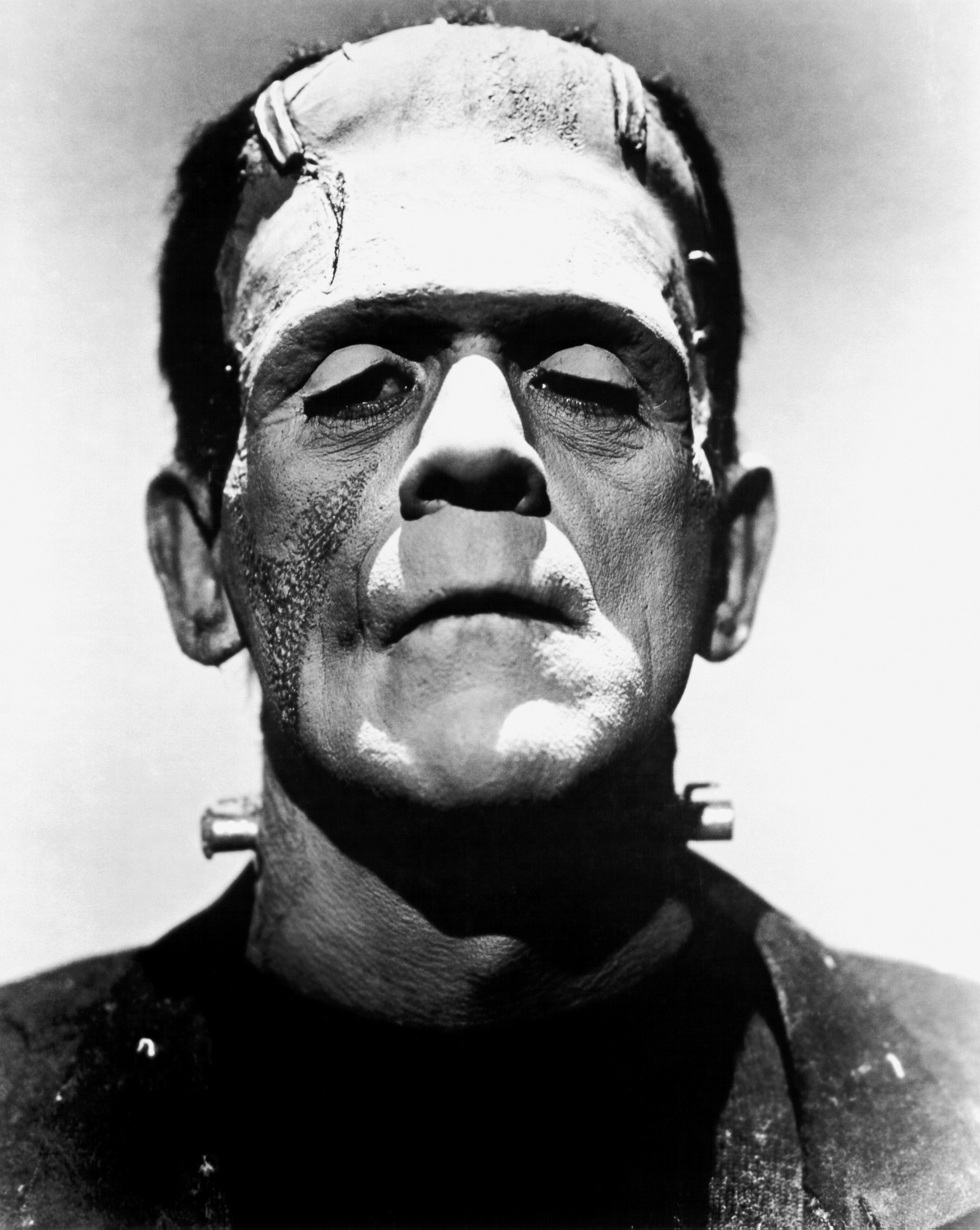
Boris Karloff jako stwór Frankensteina w ekranizacji z 1931 r.

Po przyjeździe do Hollywood Karloff wystąpił w dziesiątkach niemych filmów, jednak nadal musiał dorabiać pracując fizycznie. Rola potwora Frankensteina w filmie Frankenstein z 1931 roku uczyniła z niego gwiazdę. Rok później potwierdził ten status grając postać Imhotepa w filmie Mumia.
Karloff poza horrorami zagrał role w filmach z różnych gatunków. Godna zapamiętania jest rola w filmie Człowiek z blizną, w którym został zastrzelony w kręgielni. W obrazie Johna Forda Patrol na pustyni z 1934 roku wystąpił jako religijny żołnierz z I wojny światowej.
W latach trzydziestych i czterdziestych aktor rywalizował o tron króla horroru z Bélą Lugosi, który odmawiając zagrania potwora Frankensteina utorował drogę kariery Karloffa. Współpraca z Lugosi nie poprowadziła do przyjaźni, jednakże stworzyła cenione obrazy Czarny kot (1934), Kruk (1935), The Invisible Ray (1936), Black Friday, You'll Find Out (1940) i Porywacz ciał (1945).
Karloff powrócił do legendy Frankensteina w 1944 roku filmem Dom Frankensteina, w którym wcielił się w postać nikczemnego doktora Niemanna oraz w 1958 roku rolą barona Victora von Frankensteina, wnuka wynalazcy w filmie Frankenstein 1970.
W 1941 aktor powrócił na deski teatru sztuką Arszenik i stare koronki, w której zagrał gangstera rozwścieczonego faktem częstego mylenia go z Karloffem. W 1950 wystąpił jako kapitan Hook w musicalu Piotruś Pan. W 1952 roku był nominowany do nagrody Tony za rolę u boku Julie Harris w sztuce Jeana Anouilha Skowronek.
W latach pięćdziesiątych Karloff zaczął występować w serialach telewizyjnych Out of This World, Thriller, The Veil. W latach sześćdziesiątych grał w filmach wytwórni American International Pictures m.in.: Strach, Kruk, The Comedy of Terrors oraz Giń Stworze, Giń!.
W połowie lat sześćdziesiątych popularność przyniosła mu narracja filmu animowanego Grinch: Świąt nie będzie, za którą otrzymał nagrodę Grammy.
Użyczył swojego głosu w nagraniach dla dzieci Trzy małe świnki, Takie sobie bajeczki Rudyarda Kiplinga, Mother Goose Nursery Rhymes z Celeste Holm i Cyril Ritchard i Wyprawa na żmirłacza Lewisa Carrolla.
W 1968 roku wystąpił w filmie Żywe tarcze Petera Bogdanovicha, w którym zagrał emerytowanego aktora dreszczowców. Karloff zakończył karierę grą w trzech niskobudżetowych meksykańskich horrorach, które ukazały się po jego śmierci.

### Życie osobiste
Był sześciokrotnie żonaty, miał jedną córkę z Dorothy Stine, z piątą żoną.
Był członkiem Stowarzyszenia Aktorów Filmowych.
W 1931 roku ubezpieczył się od przedwczesnego starzenia się, spowodowanego makijażem filmowym. Miało to związek z rolą monstrum w filmie Frankenstein. Przy produkcji tego filmu charakteryzowanie Karloffa na monstrum, a następnie usuwanie charakteryzacji zajmowało łącznie kilka godzin i Karloff, który zresztą aktywnie uczestniczył w jej opracowaniu, zażądał uznania tej czynności za czas pracy aktora. Wobec odmowy wystąpił do sądu i wygrał sprawę, co miało ważne znaczenie dla Stowarzyszenia Aktorów Filmowych, w którym Karloff działał.
Boris Karloff ostatnie lata życia spędził w Bramshott w hrabstwie Hampshire. Zmarł na zapalenie płuc. Jego ciało zostało skremowane, tablica pamiątkowa znajduje się w kościele św. Pawła na Covent Garden.

## Wyróżnienia
Został uhonorowany dwiema gwiazdami na Hollywood Walk of Fame: przy 1737 Vine Street za twórczość kinową i telewizyjną przy 6664 Hollywood Boulevard.
We wrześniu 1997 roku wizerunek potwora Frankensteina i Mumii ukazał się w serii znaczków „Classic Monster Movie Stamps”.

## Filmografia
- 1931: Frankenstein jako Monstrum
- 1932: Stary mroczny dom jako  Morgan
- 1932: Mumia (The Mummy) jako Imhotep/Ardath Bey
- 1934: Patrol na pustyni (The Lost Patrol) jako Sanders
- 1934: Czarny kot (The Black Cat) jako Hjalmar Poelzig
- 1935: Kruk (The Raven) jako Edmond Bateman
- 1935: Narzeczona Frankensteina (The Bride of Frankenstein) jako potwór
- 1937: Night Key jako David Mallory
- 1939: Syn Frankensteina (Son of Frankenstein) jako Potwór Frankensteina
- 1945: Porywacz ciał (The Body Snatcher) jako Dorożkarz John Gray
- 1953: Abbott i Costello spotykają Jekylla i Hyde’a (Abbott and Costello Meet Dr. Jekyll and Mr. Hyde) jako dr Henry Jekyll i Pan Hyde
- 1963: Strach (The Terror) jako baron Victor Frederick Von Leppe
- 1963: Kruk (The Raven) jako dr Scarabus
- 1966: Grinch: Świąt nie będzie (How the Grinch Stole Christmas) jako narrator/ Grinch

## Dodatkowe informacje
W odcinku piątym serialu Eerie, Indiana młodszy brat Simona ogląda Mumię. W wyniku działania sił nadprzyrodzonych zamienia się z Mumią miejscami. On grasuje w filmie i niszczy plan filmowy. Tymczasem we współczesnym świecie znalazł się Boris Karloff jako on sam, nie postać filmowa. Jego rolę zagrał Tony Jay.